# Wanne (Panzer)

Längsschnitt durch eine Tiger-I-Wanne

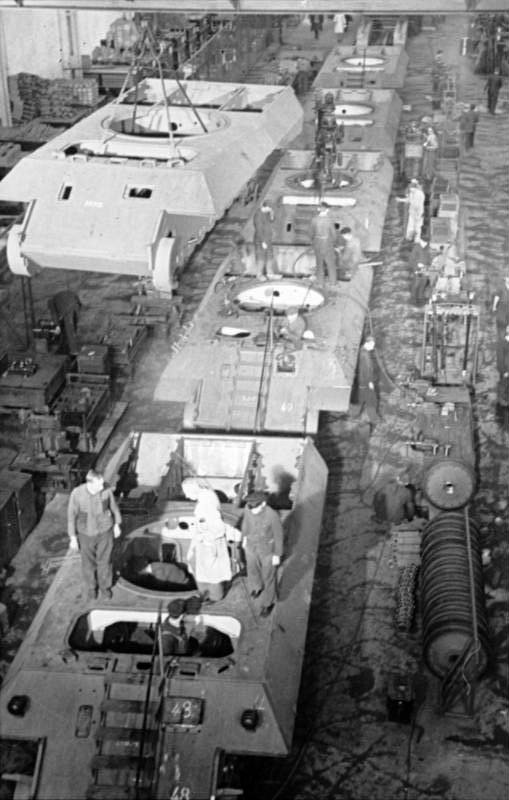
Wanne des Panthers

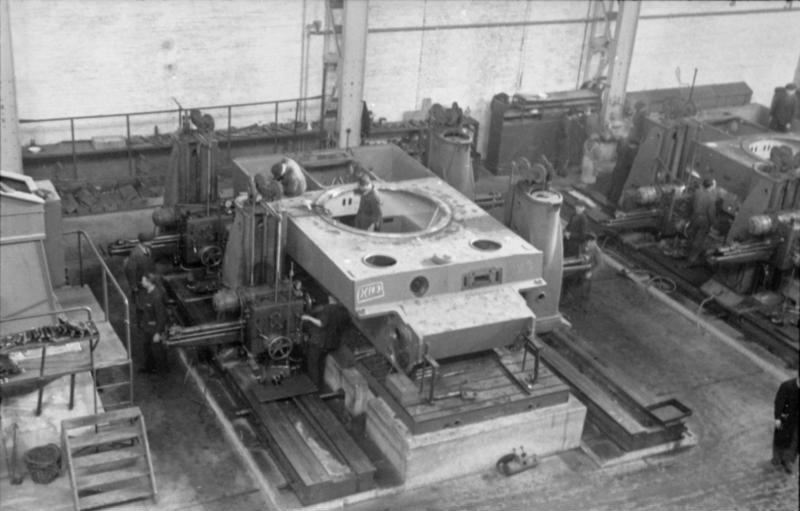
Bearbeitung der Wanne eines Tiger-Panzers bei Henschel & Sohn

Als Wanne wird beim Panzer eine aus Stahlplatten oder Gussteilen gefertigte, meist winklige, nach unten eben wannenartige Konstruktion bezeichnet, welche zum einen den Schutz der Fahrzeugbesatzung gewährleistet und zum anderen die tragende Konstruktion der automotiven Elemente (Fahrwerk, Motor, Tanks etc.) darstellt.
Insofern stellt diese einen Teil der äußeren Hülle eines Panzers dar. Sie gibt damit dem Panzer seine Gestalt, Festigkeit und Schutz. Die Wanne umschließt wesentliche, schützenswerte Baugruppen des Panzers in sich bzw. verbindet diese zum Gesamtfahrzeug.

## Entwicklung
Die ersten gepanzerten Fahrzeuge bauten zumeist auf kommerziellen Fahrgestellen auf, insbesondere die Panzerwagen waren insbesondere gegen den direkten Beschuss durch Handfeuerwaffen mit einem Aufbau aus Panzerplatten versehen. Die Bedrohung durch Handgranaten und explodierende Geschosse von unten war bei diesen Konstruktionen nicht gegeben.
Als Erfinder einer selbsttragenden Panzerwanne – und auch des drehbaren Geschützturms – gilt der französische Konstrukteur Rodolphe Ernst-Metzmaier, der dieses Konzept während des Ersten Weltkriegs bei Renault entwickelte. Dort begann Mitte 1916 die Konstruktion des Renault FT. Das sieben Tonnen schwere Kettenfahrzeug mit 35-PS-Ottomotor war seiner Zeit in vielen Aspekten voraus und eine erfolgreiche Entwicklung.

## Beschreibung
In allen Panzerbauformen umhüllt die Wanne, meist bestehend aus Ober- und Unterwanne, den Motor des Panzers einschließlich Nebenaggregaten, Getriebe und Treibstoff. An der Wanne ist das Laufwerk angebracht, das die Kette oder Räder trägt. Bei einigen Fahrwerkkonstruktionen sind Teile der Federung in der Fahrzeugwanne montiert, wie zum Beispiel meist bei der Drehstabfederung. Frühe Fahrzeugwanne haben auf der Außenseite Halterungen für Blatt- oder Spiralfederungen.
Bei Panzern mit drehbarem Geschützturm sitzt auf der Oberwanne oder bei einteiligen Wannen auf der Oberseite der Wanne der Gefechtsturm auf einem Drehlager, wogegen bei Panzern in Kasemattbauweise die Wanne zur Aufnahme der Waffenlafette in einen kastenförmigen Aufbau übergeht.
Bei modernen Kampfpanzern hatte bis in die 2010er-Jahre zumindest der Fahrer seinen Platz in der Wanne und die anderen Besatzungsmitglieder den ihrigen im Turm. Bei Schützenpanzern ist es umgekehrt: meist haben nur Richtschütze und Kommandant ihren Platz im Turm; der Fahrer und die aufgesessene Panzergrenadiergruppe sind in der Wanne untergebracht.
Die Wanne besteht bei Kampfpanzern aus Gussstahl oder geschweißtem Panzerstahl, bei Schützenpanzern selten auch aus Aluminium. Die Wanne soll der Besatzung und den innenliegenden Baugruppen unter anderem Schutz gegen direkten und indirekten Beschuss, Minenexplosionen und chemische Kampfstoffe geben. Dazu hat die Wandung der Wanne eine gewisse Dicke (Panzerung) und kann zusammen mit dem Turm hermetisch geschlossen werden. Die Dichtigkeit der Wanne ermöglicht auch die Überwindung von Wasserhindernissen, entweder durch Unterwasserfahrt (UF) bzw. Durchwaten oder (bei schwimmfähigen Schützenpanzern und manchen Panzerhaubitzen) durch Wasserfahrt.
Die Wanne ist an der im konventionellen Gefecht am meisten gefährdeten Frontseite am stärksten gepanzert, am schwächsten sind meist Wannenboden und -decke. Die Wandstärken der Seiten und des Hecks liegen meist dazwischen. Ein Entwurfsprinzip zur Verstärkung der Panzerwirkung ist die Anschrägung der Front bzw. der Seitenwände der Wanne, wodurch Bauraum verlorengeht. Seit dem Ende des Kalten Krieges nimmt die asymmetrische Kriegführung immer größeren Raum beim Auslegen und Modifizieren von Panzern ein. Dies betrifft auch die Verteilung der Panzerung an der Wanne. Die Gefahr von frontalem Beschuss durch andere Kampfpanzer nimmt ab, die Bedrohung durch Improvised Explosive Devices (IED) von unten bzw. von der Seite steigt. Dieses Szenario schlägt sich in Entwürfen wie dem Buffalo nieder, an dessen v-förmig gestaltetem Wannenboden das Prinzip der schräg gestellten Panzerung angewandt wird. Ein weiterer Aspekt der asymmetrischen Kriegführung ist die Zunahme des Kampfes in urbanem Gelände, was die Bedrohung von oben – zum Beispiel durch RPG-Schützen auf Häuserdächern – erhöht. Die Wannendecke, außerhalb der durch den Turm geschützten Fläche traditionell nur dünn gepanzert und durch Lüftungsschlitze zusätzlich geschwächt, muss dagegen zusätzlich geschützt werden.
Auf Basis einer Wannenkonstruktion, die durch die Größe und Tragfestigkeit der Bauräume auf den Triebwerksstrang und die Fahrwerksauslegung abgestimmt ist, können – analog zum Plattform-Prinzip – mehrere Panzervarianten entworfen bzw. gebaut werden. Wesentliche Entwurfsfragen bei der Entwicklung einer Wanne sind neben den äußeren Abmessungen, der Panzerstärke und dem definierten Maximalgewicht die Platzierung des Kampfturms und des Raums für das Triebwerk. Der den Kampfturm aufnehmende Drehkranz soll innerhalb des vorhandenen Bauraums einen möglichst großen Durchmesser haben. Gleichzeitig ragt der Kampfturm mit seinen rotierenden Teilen tief in die Wanne hinein. Dadurch kann das Triebwerk mit seiner großen Bauhöhe nicht unterhalb des Kampfturms liegen. 
Daraus ergeben sich für moderne Panzer zwei grundlegende Auslegungsvarianten:
- Triebwerk hinten, Drehachse des Turms mittig bis vorn. Üblich bei Kampfpanzern, zum Beispiel Leopard 2, M1 Abrams und T-72. Vorteil: Die dem Feind zugewandte Frontseite weist aufgrund des hinten liegenden heißen Motors eine geringere Infrarotsignatur auf. Außerdem ist so eine günstige Gewichtsverteilung und eine beim Vorwärtsfahren kettenschonende Kraftübertragung möglich bzw. begünstigt.
- Triebwerk vorn, Drehachse des Turms mittig bis hinten. Üblich bei Schützenpanzern, um eine Ausstiegsöffnung am Heck zu ermöglichen, zum Beispiel beim Marder, Bradley und BMP-3, ungewöhnlicherweise auch beim israelischen Kampfpanzer Merkava.